# 仙井乡
仙井乡，是中华人民共和国湖南省株洲市渌口区下辖的一个乡镇级行政单位。

## 行政区划
仙井乡下辖以下地区：
雷家桥村、晓岭村、高泉村、王竹村、黄霞村、倚塘村、高坝村、漂沙井村、梅仙村、油圳村、千弓塘村、芦下桥村、关王庙村、张公岭村、凳头村、小良村、陈家山村、吴田山村、龙凤冲村、曾家冲村、石子塘村、泉塘村、斑竹园村和檀木桥村。